# 모노주

모노주

모노주(프랑스어: Mono)는 베냉 남서부에 위치한 주로, 주도는 로코사이며 면적은 1,396km2, 인구는 495,307명(2013년 기준)이다. 동쪽으로는 아틀랑티크주, 북쪽으로는 쿠포주, 남쪽으로는 베냉만과 접하며 서쪽으로는 토고와 국경을 맞대고 있다.
1999년 모노주 북부가 쿠포주로 분리되어 신설되었다. 4개 지방 자치체(보파, 코메, 그랑포포, 우에요그베)를 관할한다.